# Lista okrętów Izraelskiego Korpusu Morskiego
Lista okrętów Izraelskiego Korpusu Morskiego, które znajdowały się w służbie od 1948 roku oraz tych, które są w służbie obecnie.

## Korwety
| Typ okrętu                             | Nazwa       | Nazwa                             | Nr taktyczny          | Okres służby          | Okres służby          | Uwagi |
| Typ okrętu                             | Nazwa       | Nazwa                             | Nr taktyczny          | od                    | do                    | Uwagi |
| -------------------------------------- | ----------- | --------------------------------- | --------------------- | --------------------- | --------------------- | --- |
| Lodołamacz                             |             | „Ejlat” „Macpen” (od 1957)        | א-16 (A-16)           | 1948                  | 1962                  | W Izraelu sklasyfikowany jako korweta                                                                              |
| Korweta typu Flower                    |             | „Josiah Wedgwood” lub „Ha-Szomer” | ק-18 (K-18)           | 1948                  | 1954                  | |
| Korweta typu Flower                    |             | „Hagana”                          | ק-20 (K-20)           | 1948                  | 1954                  | |
| Kanonierka                             |             | „Ha-Tikwa”                        | ק-22 (K-22)           | 1948                  | 1951                  | W Izraelu sklasyfikowany jako korweta                                                                              |
| Jacht                                  |             | „Ben Hecht” „Ma’oz” (od 1948)     | ק-24 (K-24)           | 1948                  | 1956                  | W Izraelu sklasyfikowany jako korweta                                                                              |
| Ścigacz okrętów podwodnych typu PC-461 |             | „Noga”                            | ק-26 (K-26)           | 1948                  | 1952                  | W Izraelu sklasyfikowany jako korweta                                                                              |
| Ścigacz okrętów podwodnych typu PC-461 |             | „Noga 2”                          | ק-22 (K-22)           | 1953                  | b.d.                  | W Izraelu sklasyfikowany jako korweta                                                                              |
| Korwety rakietowe typu Sa’ar 2         |             | „Miwtach”                         | ס-311 (S-311)         | 1967                  | b.d.                  | Zmodernizowane do typu Sa’ar 2. Retrospektywnie uznane za typ Sa’ar 1. Używane jako okręty patrolowe do 1974 roku. |
| Korwety rakietowe typu Sa’ar 2         | „Misgaw”    | ס-312 (S-312)                     | 1967                  | b.d.                  |                       | Zmodernizowane do typu Sa’ar 2. Retrospektywnie uznane za typ Sa’ar 1. Używane jako okręty patrolowe do 1974 roku. |
| Korwety rakietowe typu Sa’ar 2         | „Miznak”    | ס-313 (S-313)                     | 1967                  | 1996                  |                       | Zmodernizowane do typu Sa’ar 2. Retrospektywnie uznane za typ Sa’ar 1. Używane jako okręty patrolowe do 1974 roku. |
| Korwety rakietowe typu Sa’ar 2         | „Ako”       | ס-323 (S-323)                     | 1968                  | b.d.                  |                       | |
| Korwety rakietowe typu Sa’ar 2         | „Hajfa”     | ס-322 (S-322)                     | 1968                  | b.d.                  |                       | |
| Korwety rakietowe typu Sa’ar 2         | „Ejlat”     | ס-321 (S-321)                     | 1968                  | b.d.                  |                       | |
| Korwety rakietowe typu Sa’ar 3         |             | „Sa’ar”                           | ס-331 (S-331)         | 1968                  | 1990                  | |
| Korwety rakietowe typu Sa’ar 3         | „Sufa”      | ס-332 (S-332)                     | 1969                  | 1993                  |                       | |
| Korwety rakietowe typu Sa’ar 3         | „Ga’asz”    | ס-333 (S-333)                     | 1969                  | 1990                  |                       | |
| Korwety rakietowe typu Sa’ar 3         | „Cherew”    | ס-341 (S-341)                     | 1969                  | 1990                  |                       | |
| Korwety rakietowe typu Sa’ar 3         | „Chanit”    | ס-342 (S-342)                     | 1969                  | 1988                  | Sprzedane do Chile    | |
| Korwety rakietowe typu Sa’ar 3         | „Chec”      | ס-343 (s-343)                     | 1969                  | 1988                  | Sprzedane do Chile    | |
| Korwety rakietowe typu Sa’ar 4         |             | „Reszef”                          |                       | 1973                  | b.d.                  | |
| Korwety rakietowe typu Sa’ar 4         | „Keszet”    |                                   | 1973                  | b.d.                  |                       | |
| Korwety rakietowe typu Sa’ar 4         | „Romach”    |                                   | 1974                  | b.d.                  |                       | |
| Korwety rakietowe typu Sa’ar 4         | „Kidon”     |                                   | 1974                  | b.d.                  |                       | |
| Korwety rakietowe typu Sa’ar 4         | „Tarszisz”  |                                   | 1975                  | b.d.                  |                       | |
| Korwety rakietowe typu Sa’ar 4         | „Jafo”      |                                   | 1975                  | b.d.                  |                       | |
| Korwety rakietowe typu Sa’ar 4         | „Nicachon”  |                                   | 1978                  | b.d.                  |                       | |
| Korwety rakietowe typu Sa’ar 4         | „Acma’ut”   |                                   | 1978                  | b.d.                  |                       | |
| Korwety rakietowe typu Sa’ar 4         | „Moledet”   |                                   | 1979                  | b.d.                  |                       | |
| Korwety rakietowe typu Sa’ar 4         | „Komemijut” |                                   | 1980                  | b.d.                  |                       | |
| Korwety rakietowe typu Sa’ar 4.5       |             | „Alija”                           |                       | 1980                  | 2004                  | Sprzedane do Meksyku                                                                                               |
| Korwety rakietowe typu Sa’ar 4.5       | „Ge’ula”    |                                   | 1980                  | 2004                  |                       | Sprzedane do Meksyku                                                                                               |
| Korwety rakietowe typu Sa’ar 4.5       | „Romat”     |                                   | 1981                  | w służbie czynnej     | w służbie czynnej     | |
| Korwety rakietowe typu Sa’ar 4.5       | „Keszet”    |                                   | 1982                  | w służbie czynnej     | w służbie czynnej     | |
| Korwety rakietowe typu Sa’ar 4.5       | „Chec”      |                                   | 1991                  | w służbie czynnej     | w służbie czynnej     | |
| Korwety rakietowe typu Sa’ar 5         |             | „Ejlat”                           |                       | 1994                  | w służbie czynnej     | w służbie czynnej                                                                                                  |
| Korwety rakietowe typu Sa’ar 5         | „Lahaw”     |                                   | 1994                  |                       | w służbie czynnej     | w służbie czynnej                                                                                                  |
| Korwety rakietowe typu Sa’ar 5         | „Chanit”    |                                   | 1995                  |                       | w służbie czynnej     | w służbie czynnej                                                                                                  |
| Korwety rakietowe typu Sa’ar 6         |             | „Acma’ut”                         |                       | zamówione w Niemczech | zamówione w Niemczech | zamówione w Niemczech                                                                                              |
| Korwety rakietowe typu Sa’ar 6         | „Magen”     |                                   | 2020                  | w służbie czynnej     | w służbie czynnej     | |
| Korwety rakietowe typu Sa’ar 6         | „Nicachon”  |                                   | zamówione w Niemczech | zamówione w Niemczech | zamówione w Niemczech | |
| Korwety rakietowe typu Sa’ar 6         | „Oz”        |                                   | zamówione w Niemczech | zamówione w Niemczech | zamówione w Niemczech | |

## Fregaty
| Typ okrętu         | Nazwa                                          | Nazwa     | Nr taktyczny | Okres służby | Okres służby   | Uwagi                                            |
| Typ okrętu         | Nazwa                                          | Nazwa     | Nr taktyczny | od           | do             | Uwagi                                            |
| ------------------ | ---------------------------------------------- | --------- | ------------ | ------------ | -------------- | ------------------------------------------------ |
| Fregata typu River | (W służbie brytyjskiej jako HMCS „Orkney”)     | „Miwtach” | ק-28 (K-28)  | 1949         | 1959           | Sprzedana Sri Lance                              |
| Fregata typu River |                                                | „Misgaw”  | ק-30 (K-30)  | 1950         | lata 60. XX w. | Pod koniec służby był celem dla pocisków Gabriel |
| Fregata typu River | (W służbie kanadyjskiej jako HMCS „Hallowell”) | „Miznak”  | ק-32 (K-32)  | 1952         | 1959           | Sprzedana Sri Lance                              |

## Łodzie patrolowe
| Typ łodzi | Typ łodzi | Ilość (na 2020) | Okres służby      | Uwagi             |
| Typ łodzi | Typ łodzi | Ilość (na 2020) | od                | Uwagi             |
| --------- | --------- | --------------- | ----------------- | ----------------- |
| Cira      |           | 2               | w służbie czynnej | w służbie czynnej |
| Nachszol  |           | 2               | w służbie czynnej | w służbie czynnej |

## Niszczyciele
| Typ okrętu             | Nazwa | Nazwa   | Nr taktyczny | Okres służby | Okres służby | Uwagi                                    |
| Typ okrętu             | Nazwa | Nazwa   | Nr taktyczny | od           | do           | Uwagi                                    |
| ---------------------- | ----- | ------- | ------------ | ------------ | ------------ | ---------------------------------------- |
| Niszczyciele typu Z/Ca |       | „Ejlat” | ק-40 (K-40)  | 1956         | 1967         | Zatopiony przez Egipcjan                 |
| Niszczyciele typu Z/Ca |       | „Jafo”  | ק-42 (K-42)  | 1956         | 1973         | W 1973 roku zatopiony jako cel ćwiczebny |
| Niszczyciel typu Hunt  |       | „Hajfa” | ק-38 (K-38)  | 1957         | 1972         | W 1972 roku zatopiony jako cel ćwiczebny |

## Okręty desantowe
| Typ okrętu      | Nazwa           | Nazwa           | Nr taktyczny | Okres służby | Okres służby      | Uwagi                         |
| Typ okrętu      | Nazwa           | Nazwa           | Nr taktyczny | od           | do                | Uwagi                         |
| --------------- | --------------- | --------------- | ------------ | ------------ | ----------------- | ----------------------------- |
| LCT             |                 | „Gusz Ecijon”   | פ-39 (P-39)  | 1948         | 1957              |                               |
| LCT             |                 | „Af Al Pi Chen” | b.d.         | 1948         | 1958              | Stał się eksponatem muzealnym |
|                 |                 | „Bat Szewa”     | פ-57 (P-57)  | 1970         | b.d.              |                               |
| Natak 36        |                 | „Ecijon Gewer”  | פ-51 (P-51)  | 1962         | 1982              |                               |
| Natak 36        |                 | „Kejsarja”      | פ-53 (P-53)  | 1964         | 1983              |                               |
| Natak 36        |                 | „Szikmona”      | פ-55 (P-55)  | 1965         | 1983              |                               |
| Natak 60        |                 | „Aszdod”        | פ-61 (P-61)  | 1967         | w służbie czynnej | w służbie czynnej             |
| Natak 60        |                 | „Aszkelon”      | פ-63 (P-63)  | 1967         | b.d.              |                               |
| Natak 60        |                 | „Achziw”        | פ-65 (P-65)  | 1967         | b.d.              |                               |
| LCM             |                 | 6 sztuk         |              | 1949         | b.d.              |                               |
| Marinefährprahm |                 | „Jad Mordechaj” | פ-25 (P-25)  | 1948         | 1957              |                               |
| Marinefährprahm | „Bajt ha-Arawa” | פ-33 (P-33)     | 1948         | 1957         |                   |                               |
| LCI             |                 | „Ramat Rachel”  | פ-51 (P-51)  | 1948         | b.d.              |                               |
| LCI             | „Nicanim”       | פ-53 (P-53)     | 1948         | b.d.         |                   |                               |
| LSM             |                 | „Szewa”         | פ-91 (P-91)  | 1970         | b.d.              |                               |
| LSM             | „Ofir”          | פ-93 (P-93)     | 1970         | b.d.         |                   |                               |
| LSM             | „Tarszisz”      | פ-95 (P-95)     | 1970         | b.d.         |                   |                               |

## Okręty patrolowe
| Typ okrętu        | Typ okrętu | Ilość (na 2020) | Okres służby | Uwagi             |
| Typ okrętu        | Typ okrętu | Ilość (na 2020) | od           | Uwagi             |
| ----------------- | ---------- | --------------- | ------------ | ----------------- |
| Dabur             |            | 15              | 1970         | w służbie czynnej |
| Dwora/Super Dwora |            | 13              | 1977         | w służbie czynnej |
| Super Dwora 2     |            | 13              | 1989         | w służbie czynnej |
| Super Dwora 3     |            | 8               | 2004         | w służbie czynnej |
| Szaldag           |            | 2               | 1987         | w służbie czynnej |

## Okręty podwodne
| Typ okrętu                        | Nazwa                                        | Nazwa      | Nr taktyczny | Okres służby | Okres służby           | Uwagi                         |
| Typ okrętu                        | Nazwa                                        | Nazwa      | Nr taktyczny | od           | do                     | Uwagi                         |
| --------------------------------- | -------------------------------------------- | ---------- | ------------ | ------------ | ---------------------- | ----------------------------- |
| Brytyjskie okręty podwodne typu S | (W służbie brytyjskiej jako HMS „Springer”)  | „Tanin”    | צ-71 (C-71)  | 1959         | 1967                   |                               |
| Brytyjskie okręty podwodne typu S | (W służbie brytyjskiej jako HMS „Sanguine”)  | „Rahaw”    | צ-73 (C-73)  | 1960         | 1967                   |                               |
| Brytyjskie okręty podwodne typu T | (W służbie brytyjskiej jako HMS „Turpin”)    | „Lewjatan” | צ-75 (C-75)  | 1967         | 1975                   |                               |
| Brytyjskie okręty podwodne typu T | (W służbie brytyjskiej jako HMS „Totem”)     | „Dakar”    | צ-77 (C-77)  | 1967         | 1975                   |                               |
| Brytyjskie okręty podwodne typu T | (W służbie brytyjskiej jako HMS „Truncheon”) | „Dolfin”   | צ-79 (C-79)  | 1967         | 1975                   |                               |
| Okręty podwodne typu Gal          |                                              | „Gal”      |              | 1976         | przełom XX i XXI wieku | Stał się eksponatem muzealnym |
| Okręty podwodne typu Gal          | „Tanin”                                      |            | 1977         |              | przełom XX i XXI wieku |                               |
| Okręty podwodne typu Gal          | „Rahaw”                                      |            | 1977         |              | przełom XX i XXI wieku |                               |
| Dolfin                            |                                              | „Dolfin”   |              | 1999         | w służbie czynnej      | w służbie czynnej             |
| Dolfin                            | „Tkuma”                                      |            | 1999         |              | w służbie czynnej      | w służbie czynnej             |
| Dolfin                            | „Lewjatan”                                   |            | 2000         |              | w służbie czynnej      | w służbie czynnej             |
| Dolfin 2 AIP                      |                                              | „Tanin”    |              | 2015         | w służbie czynnej      | w służbie czynnej             |
| Dolfin 2 AIP                      | „Rahaw”                                      |            | 2016         |              | w służbie czynnej      | w służbie czynnej             |
| Dolfin 2 AIP                      | „Drakon”                                     |            | 2019         |              | w służbie czynnej      | w służbie czynnej             |

## Torpedowce
| Typ okrętu | Nazwa       | Nazwa         | Nr taktyczny              | Okres służby | Okres służby | Uwagi |
| Typ okrętu | Nazwa       | Nazwa         | Nr taktyczny              | od           | do           | Uwagi |
| ---------- | ----------- | ------------- | ------------------------- | ------------ | ------------ | ----- |
| Higgins    |             | „Nec”         | ט-15 (T-15) ט-200 (T-200) | b.d.         | b.d.         |       |
| Meulan/Aja |             | „Aja”         | ט-203 (T-203)             | 1951-1952    | 1792-1974    |       |
| Meulan/Aja |             | „Daja”        | ט-204 (T-204)             | 1951-1952    | 1792-1974    |       |
| Meulan/Aja |             | „Baz”         | ט-205 (T-205)             | 1951-1952    | 1792-1974    |       |
| Meulan/Aja |             | „Tachmas”     | ט-206 (T-206)             | 1951-1952    | 1792-1974    |       |
| Meulan/Aja |             | „Peres”       | ט-207 (T-207)             | 1951-1952    | 1792-1974    |       |
| Meulan/Aja |             | „Jasur”       | ט-208 (T208)              | 1951-1952    | 1792-1974    |       |
| Vosper     |             | „Neszer”      | ט-201 (T-201)             | b.d.         | b.d.         |       |
| Vosper     | „Ajit”      | ט-202 (T-202) | b.d.                      | b.d.         |              |       |
| Vosper     | „Janszuf”   | ט-211 (T-211) | b.d.                      | b.d.         |              |       |
| Vosper     | „Tinszemet” | ט-212 (T-212) | b.d.                      | 1967         |              |       |
| Power Boat |             | „Szaldag”     | ט-209 (T-209)             | b.d.         | 1967         |       |
| Power Boat | „Lilit”     | ט-210 (T-201) | b.d.                      | 1967         |              |       |
| Bagliato   |             | „Ofir”        | ט-150 (T-150)             | 1957         | 1968         |       |
| Bagliato   | „Szewa”     | ט-151 (T-151) |                           | 1957         | 1968         |       |
| Bagliato   | „Tarszisz”  | ט-152 (T-152) |                           | 1957         | 1968         |       |